# Fabian Lenk
Fabian Lenk (Salzgitter, 1963. augusztus 4. –) német író. Az Idődetektívek című gyermekkönyv-sorozat alkotója.

## Élete
1963-ban született Salzgitterben. Münchenben járt egyetemre, utána újságíróként dolgozott számos magazinnál és napilapnál. 1996-tól felnőtteknek írt bűnügyi regényeket irt . 1999-ben a Syker Kurier főszerkesztője lett. A népszerű író feleségével és fiával jelenleg Bruchhausen-Vilsenben (Alsó-Szászországban) él.

## Magyarul megjelent művei
- Szép kis meglepetés!; ford. Szakács Zsuzsanna; Opus, Pécs, 2004
- FBI Junior. Rablók és robotok; ford. Nádori Lídia; Joshua Könyvek, Bp., 2019

### Idődetektívek(2009–2021), 29 kötet
Idődetektívek; ill. Almud Kunert, ford. Sárossi Bogáta, 25. kötettől Izsó Zita; Scolar, Bp., 2009–
1. Összeesküvés a Holtak Városában. Krimi az ókori Egyiptomból; 2009
2. Marco Polo és a Titkos Szövetség. Krimi a középkori Mongóliából; 2009
3. A vikingek varázskardja. Krimi a vikingek korából; 2010
4. A Vörös Bosszúálló. Krimi az ókori Rómából; 2010
5. Drake kapitány, a királynő kalóza. Krimi a merész tengerészek korából; 2010
6. A jósda rejtélye. Krimi az ókori Görögországból; 2010
7. Kleopátra és a kobra. Krimi az ókori Egyiptomból; 2011
8. Oroszlánszívű Richárd. Krimi a lovagok korából; 2011
9. Michelangelo és a halál színe. Krimi a reneszánsz korából; 2011
10. Csalás Olümpiában. Krimi az ókori Görögországból; 2011
11. A fáraó halálának titka. Krimi az ókori Egyiptomból; 2012
12. A keresztes lovagok ezüstje. Krimi a középkorból; 2012
13. Hannibál, az elefántok ura. Krimi az ókori Rómából; 2013
14. A szamuráj esküje. Krimi a japán szamurájok korából; 2013
15. A berni csoda. Krimi az 1954-es foci vb-ről; 2014
16. Montezuma és az istenek haragja. Krimi az Azték Birodalom korából; 2014
17. Mozart és a kottatolvajok. Krimi a bécsi klasszicizmus korából; 2015
18. Caesar és a nagy összeesküvés. Krimi a Római Birodalom korából; 2015
19. Kém a Napkirály udvarában. Krimi a barokk korból; 2016
20. Leonardo da Vinci és az árulók. Krimi a reneszánsz korából; 2016
21. Shakespeare és a fekete álarcos. Krimi Shakespeare Angliájából; 2017
22. Titkos jelek Pompejiben. Krimi a római korból; 2017
23. A hamis király. Krimi a Tudorok korából; 2018
24. Aranyláz a vadnyugaton; 2018
25. Ramszesz és a merénylet a Níluson; 2019
26. Kolombusz és a lázadók; 2019
27. Az athéni arany istennő; 2020
28. Az utolsó lovag; 2020
29. Csapda limesnél; 2021

### Szamba csapat(2014)
- Az elrabolt csodacsatár; ford. F. Kárpát Kinga; Fabula Stúdió, Bp., 2014
- Pelé mágikus cipője; ford. F. Kárpát Kinga; Fabula Stúdió, Bp., 2014
- Vészhelyzet a stadionban; ford. F. Kárpát Kinga; Fabula Stúdió, Bp., 2014

### Dr. Dark hihetetlen kalandjai(2015–2016)
- A rablórobotok nyomában; ford. Fodor Zsuzsanna; Betűtészta, Budakeszi, 2015
- Az aranyváros titka; ford. Fodor Zsuzsanna; Betűtészta, Budakeszi, 2015
- Az űrlényolimpia; ford. Nádori Lídia; Betűtészta, Budakeszi, 2016
- Octopus, a polip csapdájában; ford. Nádori Lídia; Betűtészta, Budakeszi, 2016

### 1000 veszély(2017–)
- A kerekasztal lovagjai 1000 veszély közt; ford. Bán Zoltán András; Scolar, Bp., 2017
- A csapat 1000 veszély közt; ford. Bán Zoltán András; Scolar, Bp., 2017
- 1000 veszély a piramisnál; ford. Bán Zoltán András; Scolar, Bp., 2017
- 1000 veszély az USA-ban; ford. Bán Zoltán András; Scolar, Bp., 2017
- 1000 veszély a kísértetkastélyban; ford. Bán Zoltán András; Scolar, Bp., 2018
- 1000 veszély a kalózhajón; ford. Bán Zoltán András; Scolar, Bp., 2018
- A mobiltelefon 1000 veszélye; ford. Bán Zoltán András; Scolar, Bp., 2019
- 1000 veszély a fociban; ford. Bán Zoltán András; Scolar Kid, Bp., 2019
- 1000 veszély a tengeren; ford. Bán Zoltán András; Scolar Kid, Bp., 2019
- A szuperhős 1000 veszélyben; ford. Bán Zoltán András; Scolar, Bp., 2020
- 1000 veszély a Rettegés Iskolájában; ford. Bán Zoltán András; Scolar, Bp., 2020
- A konzol 1000 veszélye; ford. Bán Zoltán András; Scolar Kid, Bp., 2021
- 1000 veszély a dzsungelben; ford. Bán Zoltán András; Scolar Kid, Bp., 2021
- Az app 1000 veszélye; ford. Bán Zoltán András; Scolar Kid, Bp., 2022